# 金井区
金井区（：／ Geumjeong gu */?）是韩国釜山廣域市的一个区，该区总面积65.2 km², 人口60,844人（2007年12月末）。

## 象征
区花 : 杜鹃花
区树 : 松树
区鸟 : 喜鹊

## 行政区划

行政區劃圖

金井区划分为13个法定洞，18个行政洞。
洞（行政洞）
- 書洞（1-4洞）
- 锦丝洞
- 釜谷洞（1-4洞）
- 長箭洞（1-3洞）
- 仙杜邱洞
- 青龙老圃洞
- 南山洞
- 久瑞洞（1-2洞）
- 金城洞